# Ringer (comics)
Pour les articles homonymes, voir Ringer.
Ringer est le nom porté par différents personnages de fiction évoluant dans l'Univers Marvel de la maison d'édition Marvel Comics.
Le premier Ringer, Anthony Davis, est créé par le scénariste David Kraft et le dessinateur Keith Giffen, et apparaît pour la première fois dans le comic book Defenders vol. 1 #51 en juin 1977. Il apparaît pour la dernière fois, à sa mort, dans le comic book Thunderbolts vol. 1 #56 en septembre 2001.
Le second Ringer, Keith Kraft, est créé par le scénariste Chuck Dixon et le dessinateur Sal Velluto, et apparaît pour la première fois dans le comic book Marc Spector: Moon Knight vol. 1 #10 en novembre 1989.
Le troisième Ringer, est créé par les scénaristes Dan Slott et Christos N. Gage et le dessinateur Humberto Ramos, et apparaît por la première fois dans le comic book The Superior Spider-Man vol. 1 #25 en janvier 2014.

## Anthony Davis
Anthony Davis est un criminel ayant créé une armure lui permettant de lancer des anneaux. Après avoir cambriolé un coffre-fort, il est arrêté par Nighthawk et envoyé en prison.
Après sa sortie de prison, il demande au Bricoleur d'améliorer son armure lorsque la police fait une descente à l'atelier de ce dernier. Ringer s'enfuit de justesse mais il croise Scarabée qui le force à combattre Spider-Man en retournant son propre anneau contre lui. Ringer est vaincu.
Davis s'installe dans le Midwest pour s'éloigner des super-héros. Il est convoqué au Bar Sans Nom par Firebrand pour élaborer un plan contre Scourge. Cependant Scourge se trouve au Bar sans Nom (déguisé en barman) et tue tous les super-vilains présents,.
Quelque temps plus tard, Ringer revient sous le nom de Strikeback et sous l'apparence d'un cyborg, et annonce qu'il a échapper de peu à la mort. Il travaille désormais pour l'AIM. Il meurt à cause de complication dues à son état de cyborg, laissant derrière lui sa femme Leila Davis,,.

### Proto-Ringer
Arnim Zolacréé, plus tard, une version proto-husk de Ringer mais celle-ci est tuée par Deadpool.

## Keith Kraft
Keith Kraft est un criminel utilisant une armure créée à partir des plans de celle d'Anthony Davis. Il s'associe à Coachwhip et Pygargue pour attaquer Moon Knight. Il est vaincu et arrêté par le super-héros.
Ringer travaille ensuite avec plusieurs super-vilains tels que Justin Hammer, Norman Osborn ou Hood,,. Il finit par rejoindre les Maîtres du mal.

## Ringer du Super-Bouffon (Roderick Kingsley)
Son identité est inconnue. Il a acquis son armure auprès d'Elizabeth Vaughn et a rejoint le Super-Bouffon puis le gang de la Chatte noire,.